# Horisme brunneotincta
Horisme brunneotincta là một loài bướm đêm trong họ Geometridae.